# Casa del Deán (Puebla)
La casa del Deán es un edificio histórico de la ciudad de Puebla, capital del estado mexicano del mismo nombre, el cual data del año 1563, pero fue ocupada en 1580 (fecha que se encuentra grabada en el dintel de la ventana de la planta alta).
Su nombre obedece al cargo de su primer propietario y constructor, Tomás de la Plaza y Goes, deán de la catedral de Puebla. De acuerdo al Instituto Nacional de Antropología e Historia (INAH), institución que resguarda y administra el inmueble que hoy es un museo, la casa del Deán es «un magnífico ejemplo de lo que fueron algunas de las mansiones en el primer siglo de vida de la Ciudad de Puebla». Es considerada la primera construcción civil de la ciudad, e incluso se ha llamado "La Capilla Sixtina del Nuevo Mundo"
Actualmente sólo se conserva su fachada manierista, zaguán, sala de entrada, patio, escalinata, dos habitaciones en la planta baja, y dos en la planta alta.

## Fachada de la Casa del Deán

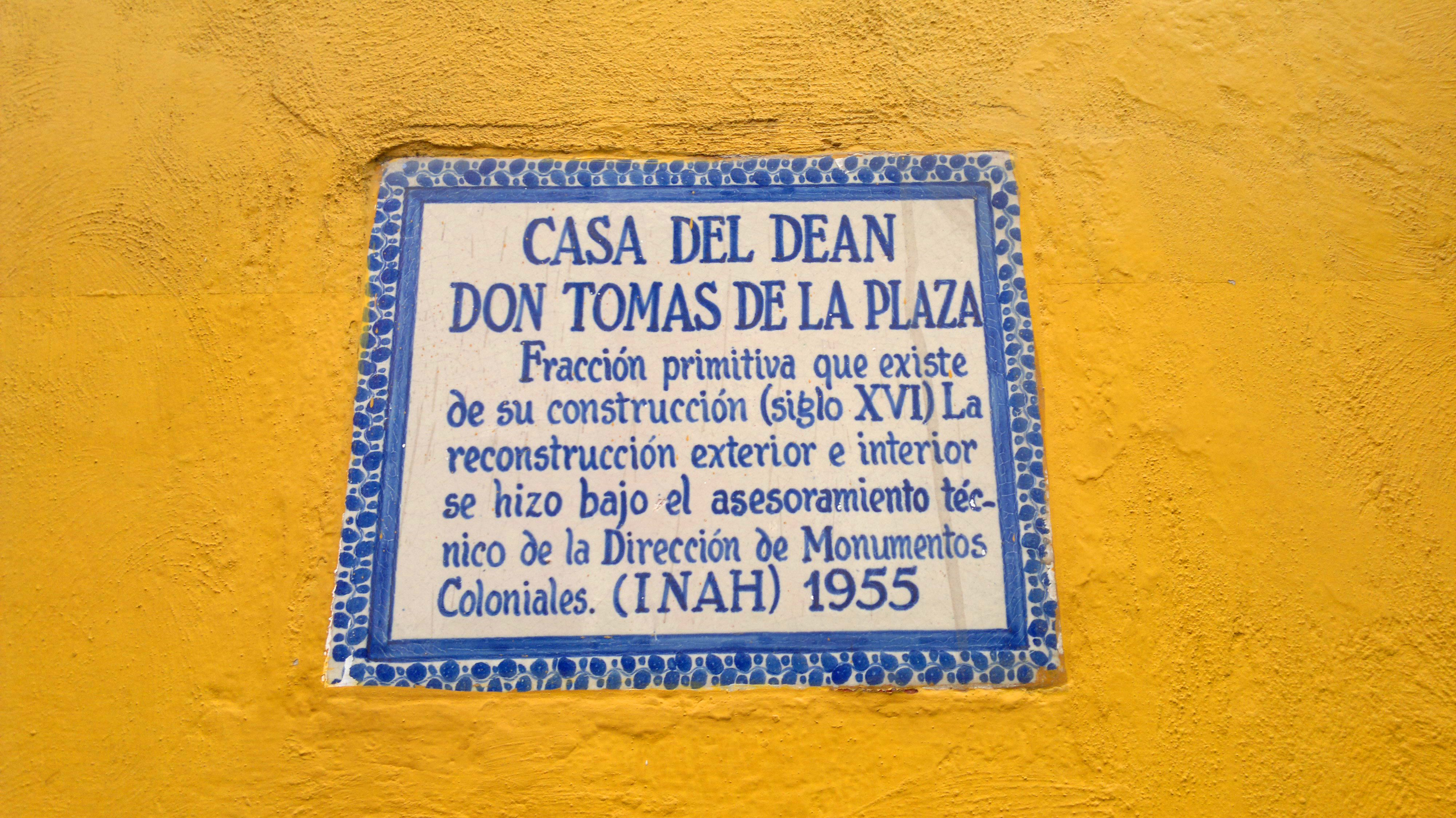
Placa en la casa del Deán

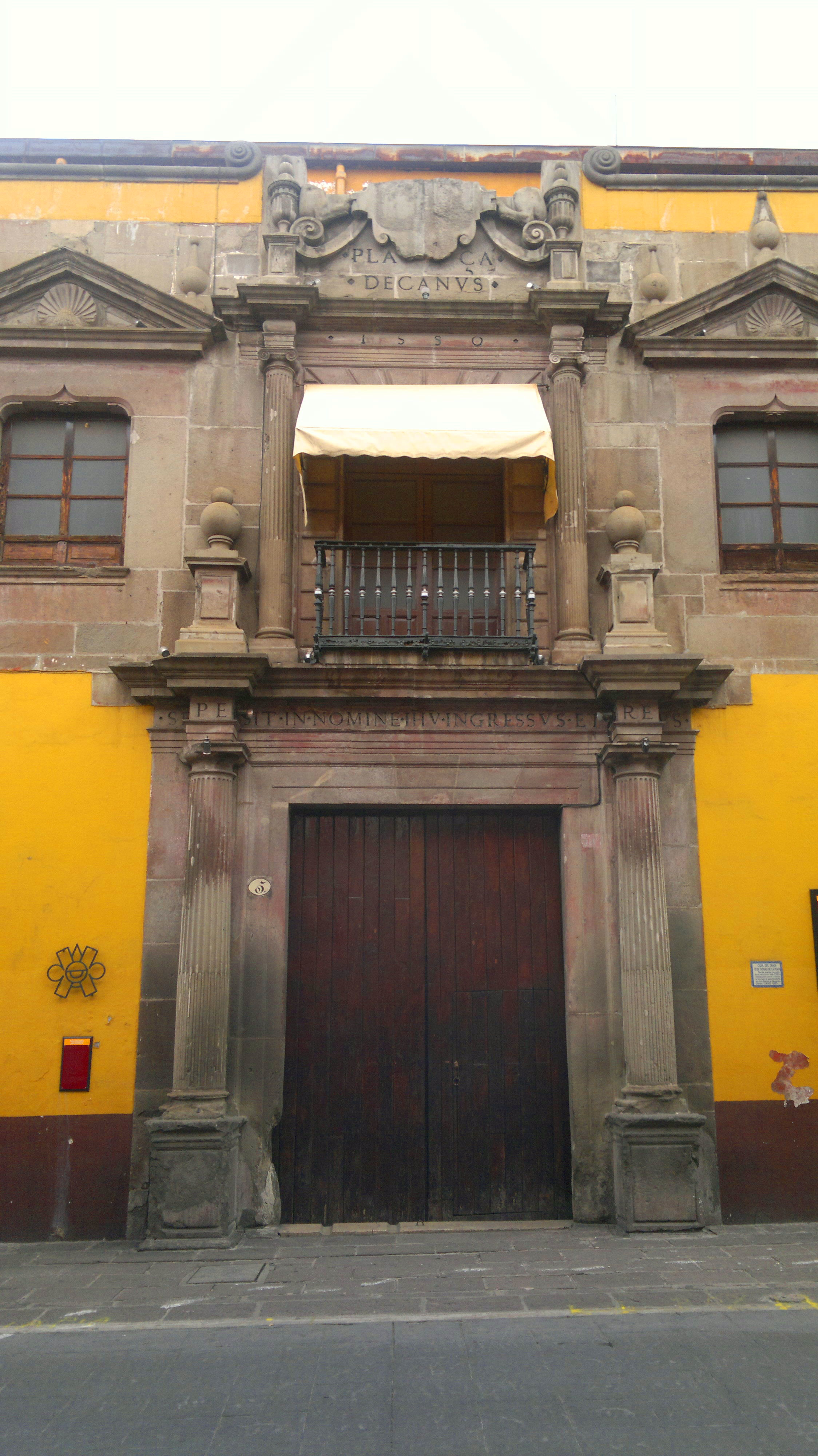
Casa del Deán, pintada anteriormente de color calabaza

En la parte superior de la fachada se puede ver aún una fecha: 1580, lo que hace a esta casa una de las más antiguas que aún se conservan en la ciudad.   
En su interior se conservan murales únicos del siglo XVI que muestran el interés de su constructor en las ideas del renacimiento y que fueron salvados de la destrucción entre 1953 y 1954.  
Aunque desde 1923 se sabía de la existencia de murales únicos del siglo XVI en esta casa, esto no fue motivo para evitar que la propiedad se vendiera en 1953 para construir un cine.
Actualmente en el interior de la casa del Deán es posible encontrar dos habitaciones adornadas con murales elaborados por tlacuilos indígenas, principalmente de la mixtecos, tlaxcaltecas y cholultecos, «el primero representa a las sibilas, mujeres que recibieron del dios Apolo el don de la adivinación. El segundo se ubica en la recámara de don Tomás de la Plaza; se le denomina de los Triunfos». De acuerdo a la inscripción que se encuentra en la segunda habitación, los murales fueron encontrados por Efraín Castro Morales y David Bravo Cid el 12 de octubre de 1953 «debajo de papel tapiz y de varias capas de pintura a la cal». Se cuenta que lo que salvó estos murales fue su publicación en el libro Historia del Arte hispanoamericano de Salvat, en España.  
La restauración fue dirigida por Hermilo Jiménez, aunque hay duda de que se hayan seguido criterios estrictos. Según Buisel: "Estas pinturas realizadas bajo la dirección de su dueño, un clérigo culto e impregnado del espíritu renacentista, son uno de los escasos ejemplos de ornamentación sincrética en una edificación ni eclesiástica ni conventual, sino civil, aunque no pública, donde la tradición heleno-romana de las sibilas ya cristianizadas y la de fines del medioevo, como se ve en los Trionfi de Petrarca, se une con la imaginería autóctona originando la cultura novohispana".
La pintura mural en el Virreinato de la Nueva España, clasificación en donde podemos catalogar a estos murales, se pueden clasifican en:
- Escenas de tipo histórico ocurridas dentro y fuera del territorio mexicano, integradas con motivos religiosos.
- Escenas y ciclos tomados de las Sagradas Escrituras, especialmente la vida de Jesucristo y María.
- Murales hagiográficos de temática variada: vida y obra de fundadores de las órdenes religiosas llegadas a la Nueva España, santos venerados, etc.
- Imágenes mitológicas o alegóricas.[6]

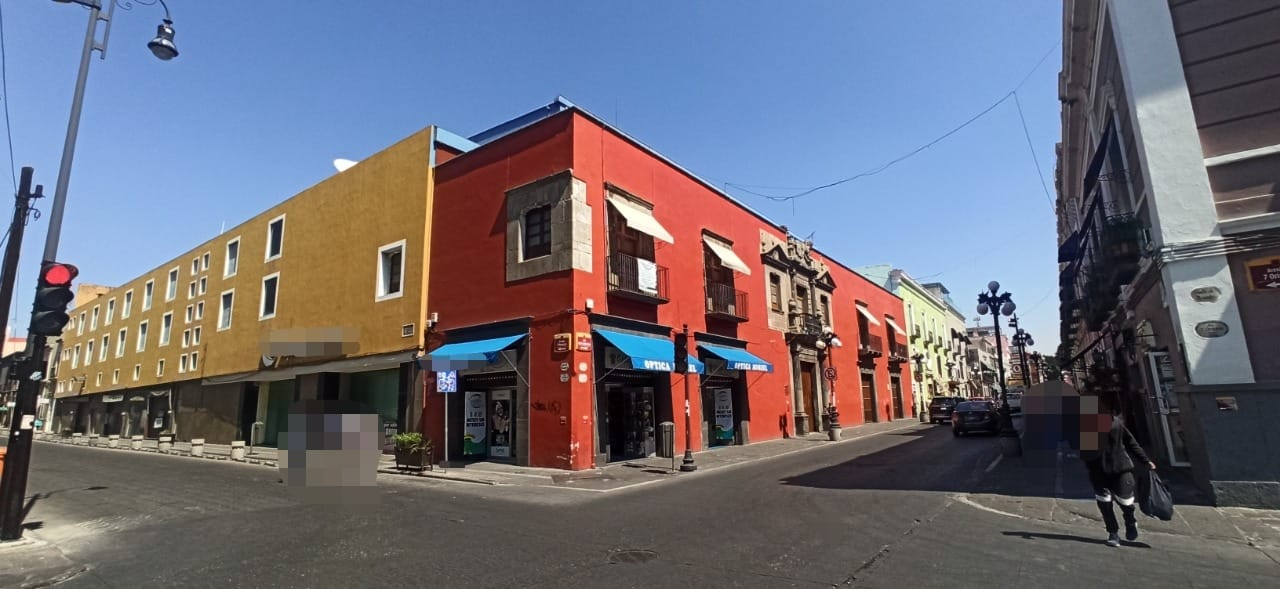

El historiador del arte Antonio Molero afirma que la portada de la Casa de Deán sirvió como un espacio de ensayo o experimentación de las formas que después se reproducirían en la Catedral.